# Mandritsara (stad)
Mandritsara is een stad in Madagaskar, gelegen in de regio Sofia. 

## Geschiedenis
Tot 1 oktober 2009 lag Mandritsara in de provincie Mahajanga. Deze werd echter opgeheven en vervangen door de regio Sofia. Tijdens deze wijziging werden alle autonome provincies opgeheven en vervangen door de in totaal 22 regio's van Madagaskar.

## Infrastructuur
Naast het basisonderwijs biedt de stad zowel middelbaar als hoger onderwijs aan. De stad beschikt tevens over haar eigen ziekenhuis en een gerechtsgebouw.

## Economie
Landbouw en veeteelt bieden werkgelegenheid aan respectievelijk 40% en 35% van de beroepsbevolking. Het belangrijkste gewas in Mandritsara is rijst, terwijl andere belangrijke producten pinda's en cassave betreffen. In de dienstensector werkt 25% van de bevolking.